# بيلي مانويل
بيلي مانويل (بالإنجليزية: Billy Manuel)‏ (28 يونيو 1969 في المملكة المتحدة - ) هو لاعب كرة قدم بريطاني في مركز الظهير. لعب مع توتنهام هوتسبير وتونبريدج أنغلز وستيفيناغ بوروه وكامبريدج يونايتد ونادي بارنت ونادي برينتفورد ونادي بيتربورو يونايتد ونادي غيلينغهام ونادي هورشام ونادي بروملي وفولكستون إنفيكتا وWalthamstow F.C. ‏ وWindsor & Eton F.C. (1892) ‏ وغرايز أتلاتيك ‏.

## وصلات خارجية
- بيلي مانويل على موقع قاعدة بيانات كرة القدم.إي يو (الإنجليزية)
- بيلي مانويل على موقع Soccerbase.com (لاعب) (الإنجليزية)